# عادل العوجان
عادل العوجان (1947 - 22 يناير 2017) رجل أعمال سعودي ورئيس مجلس إدارة شركة «العوجان كوكا كولا للمرطبات» -المعروفة سابقاً باسم «العوجان الصناعية».

## عن حياته
ولد في مدينة الدمام عام 1947 في المنطقة الشرقية.

## تأسيس الشركة
تأسست شركة «العوجان الصناعية» في عام 1905، ووسعت أعمالها بعد ذلك إلى قطاع المرطبات من خلال استحواذها على الحقوق الحصرية لتوزيع علامة «ڤيمتو» التجارية في المنطقة عام 1928.

## بداية عمله
في عام 1968، التحق الشيخ عادل العوجان بالعمل في الشركة، بعد إنهاء دراسته في أمريكا، وساهم في توسعة مبيعات «العوجان الصناعية» وشبكات التوزيع التابعة لها، وعمل على تطوير «ڤيمتو كورديال». في عام 1982، طرحت شركة «العوجان الصناعية» أول منتج للعلامة التجارية المملوكة لها تحت اسم «راني»، كما تبيع «العوجان الصناعية» وتوزع مشروب «بربيكان»، بعد شرائها لحقوق العلامة التجارية في عام 2011.

## نشاط عمل الشركة
يشمل نشاط عمل مجموعة العوجان القابضة عدة أنشطة أخرى تضمن العقارات، ومواد التغليف والتعبئة، والاستثمار في الفنادق والمحميات الطبيعية بمنطقة الشرق الأوسط وأفريقيا.

## وفاته
توفي في يوم 22 يناير 2017 في مدينة جدة عن عمر يناهز 70 سنة خلال زيارة قام بها وقد نقل جثمانه إلى مدينة الدمام في المنطقة الشرقية حيث مسقط رأسه وقد دفن بها.